# Syndikat (Kartellform)
Syndikat oder industrielles Syndikat ist ein Begriff der klassischen Kartelltheorie für eine besondere Kartellform, die sich durch eine zentrale Vertriebsstruktur oder auch Einkaufsstelle auszeichnet. Weltweit existieren Kartellverbote.

## Begriffsgeschichte
Mit Syndikat bezeichnete man im deutschen Sprachraum des 19. Jahrhunderts eine Kapitalgesellschaft mit mehreren Eigentümern. Auch Organe höher entwickelter Kartelle konnten so verfasst sein: typischerweise galt dies für die zentralen Verkaufsgesellschaften, die den Mitgliedsunternehmen eines Branchenverbandes gemeinsam gehörten. Im Kontext der Kartelltheorie waren Syndikate somit Kartellorgane, die zugleich Kapitalgesellschaften waren. Ab etwa 1900 erfolgte nun eine Bedeutungserweiterung des Wortes Syndikat. Nach dem Prinzip pars pro toto, also vom Teil (= Verkaufsorganisation) hin zum Ganzen (= Syndikatskartell), bedeutete Syndikat nunmehr Kartell mit zentralisiertem Absatz, wobei die Verkaufsgesellschaft nur noch ein Teil des Ganzen (des Syndikats) war.
Eine zusätzliche Bedeutungserweiterung auch um die Kartelle mit Einkaufsgesellschaft trat nur von Seiten der Wissenschaft, aus Gründen der Theorielogik, nicht im allgemeinen Sprachgebrauch, ein. In den 1950er und 1960er Jahren tauchte das „Rationalisierungs-Syndikat“ als begriffliche Neuschöpfung auf. Damit war keine besondere Kartellform, sondern eine rechtliche Erlaubnisfähigkeit gemeint. Vom allgemeinen Kartellverbot, das seit 1958 per GWB galt, konnten noch bis in die 1990er Jahre hinein Ausnahmen gemacht werden, wenn eine Rationalisierungsleistung nachgewiesen wurde.

## Beispiele wichtiger Syndikate
- Rheinisch-Westfälisches Kohlen-Syndikat, Essen, 1893–1945, Mitglieder: Ruhrkohlezechen
- Mitteldeutsches Braunkohlen-Syndikat, 1909–1913 als GmbH, 1919–1945 staatliches Zwangssyndikat
- Stahlwerksverband, Düsseldorf, 1904–1945, Mitglieder: Ruhrstahlhütten, später Stahlhütten des ganzen Reiches
- Deutsches Kalisyndikat, Staßfurt, später Berlin, 1878–1945, Mitglieder: deutsche Kalibergwerke
- Belarusian Potash Company (BPC), Minsk, seit 2006, gemeinsame Verkaufsstelle von Uralkali, Beseniki/Russland, und Belaruskali, Salihorsk/Weißrussland, eines der ganz wenigen aktuell bestehenden Syndikate.
- Comptoir de Longwy, Lothringen, 1876–1914, Mitglieder: Stahlhütten von Französisch-Lothringen
- COLUMETA, Luxemburg, 1920–1976, Mitglieder: ARBED, Terres Rouges (die beiden damaligen Luxemburger Stahlkonzerne)
- Internationales Stahlkartell, 1933–1939, Mitglieder: nationale Stahlkartelle der wesentlichen Stahlexportländer der Welt, Kontore in Brüssel, Düsseldorf, Lüttich, Luxemburg, Paris[3]
- diverse Zementsyndikate, Ende des 19. Jh. bis 1963 in Deutschland (neuere Zementkartelle sind keine Syndikate, nur Preiskartelle).
- diverse Braunkohlensyndikate, Ende des 19. Jh. bis 1950er Jahre

## Organisatorische Eigenschaften
Syndikate waren organisatorisch entwickelte, stark institutionalisierte, komplex aufgebaute Kartelle, die mehrere Funktionen zugleich erfüllten, also mehrere Kartellarten kombinierten. Ihr Definiens war, dass sie „ein eigenes Kartellorgan besitzen, das auf dem Markt als Unternehmer auftritt“. In der Praxis handelte es sich dabei ganz überwiegend um Absatzkartelle, kartelliert war der Verkauf. Aber auch Beschaffungskartelle, deren Mitglieder via Gemeinschaftsorganisation einkauften, waren nachweisbar. Im Falle der Absatzsyndikate wurden Preise, Produktionsmengen und die rechtlichen Bedingungen des Verkaufs festgesetzt: Insofern waren sie Preis-, Produktions- und Konditionenkartelle. Damit die syndizierten Produktsorten unter den verschiedenen im Syndikat vertretenen Herstellern austauschbar wurden, vereinbarte man Qualitätsnormen sowie Zuschläge oder Abschläge bei Abweichungen davon. Die Kunden konnten nicht mit einer kontinuierlichen Belieferung von nur einem Syndikatsmitglied rechnen, sondern hatten sich u. U. auf leichte Qualitätsschwankungen durch Lieferantenwechsel einzustellen.
Man nannte die Syndikate „Kartelle höherer Ordnung“, weil sie in der Entwicklungssystematik der Kartelle nach all denjenigen Kartellformen rangierten, die nur auf Absprachen beruhten. Syndikate waren in ihrem institutionellen Aufbau in der Regel kompliziert. Ihre Organbildung war oft differenziert in eine Vielzahl von Kommissionen und Spezialorganen, juristische Organe wie Schiedsgerichte eingeschlossen. Der Kartellforscher H. Leonhardt wies 2013 auf eine weitgehende Strukturgleichheit im Organaufbau von internationalen zwischenstaatlichen Organisationen und höher entwickelten Kartellen hin.

### Syndikatswerbung
Die Werbung unter den Bedingungen einer gemeinsamen Vermarktung durch Absatzkartellierung war anders als auf liberalen Märkten. Syndikate verkauften eine normierte, in ihrer Qualität kontrollierte Ware. Die tatsächlichen Hersteller der Güter bauten in der Regel kein eigenes Firmen- und Produktimage auf. Dies geschah stattdessen durch das Syndikat als Lieferentscheider, rechnungsführende Stelle und Qualitätsgarant. Eine Kuriosität der Zeit waren (im Falle von Kali) indirekte Werbemaßnahmen für Güter, für deren Produktion die Syndikatsware Verwendung finden konnte.

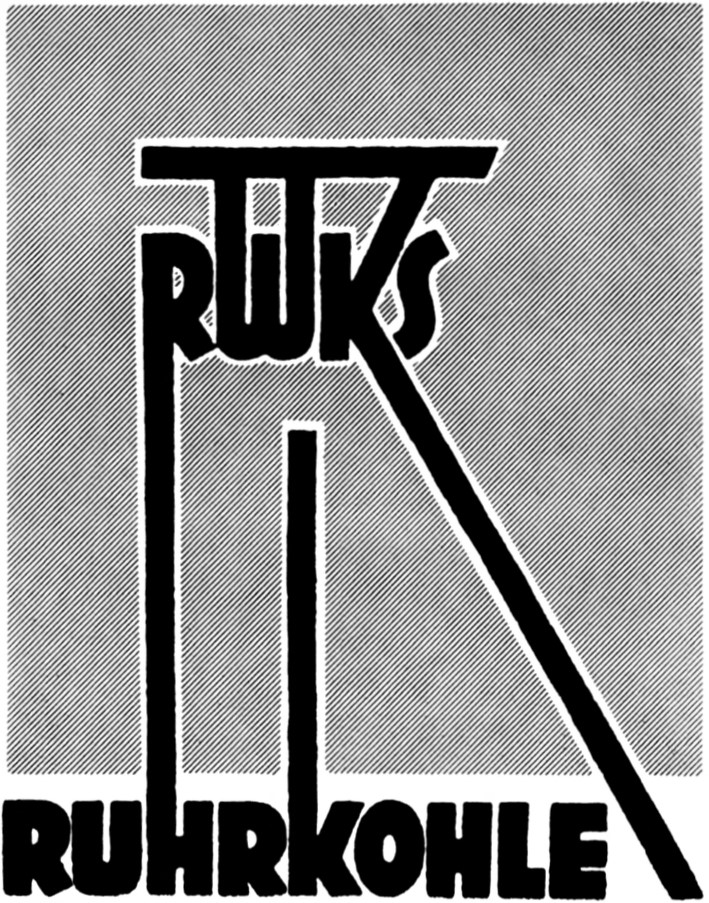
Das RWKS als Lieferant der Ruhrkohle
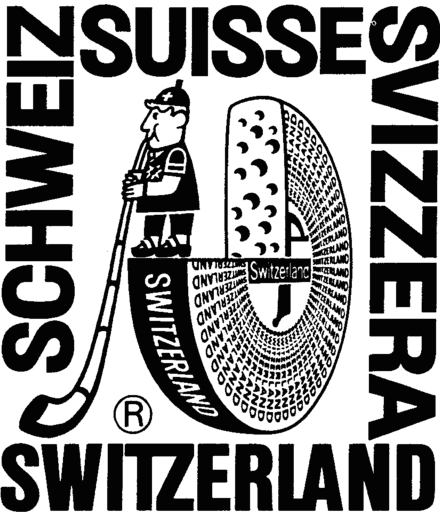
Logo der Schweizerischen Käseunion: Alphornbläser auf Emmentaler-Laib

### Mentale Folgen der Kartellierung und Syndizierung
Die organisatorischen Veränderungen, denen sich die syndizierten Unternehmer unterzogen, wirkten mental auf sie zurück: Die zentrale, gemeinsame Vertriebsorganisation nahm den Mitgliedern (idealtypisch) alle Funktionen des Marketing und des Absatzes ab, wodurch diese in wichtigen Bereichen des Geschäftslebens inaktiv und abhängig von der Syndikatszentrale werden konnten. Durch die Monopolisierung des Absatzes in der zentralen Verkaufsstelle hatten die Syndikatsmitglieder (in der Tendenz) keine eigenen Vertriebsabteilungen und keinen Zugriff mehr auf die Kunden. Liberale Kritiker der Kartellbewegung sprachen von einer Art von ‚Verbeamtung‘ der Unternehmerschaft, die vom Risiko entwöhnt und träge würde.

## Syndikatssitze
Die Standorte für die Syndikatszentralen wurden meist verkehrsgünstig in der Mitte des vom Verband beherrschten Produktions- und Absatzgebietes gewählt. Um die Ansiedlung von großen Verkaufsstellen, denen auch die anderen Kartellaktivitäten, etwa die Mitgliederversammlungen, räumlich folgten, gab es oft Konkurrenz zwischen Kommunen oder Staaten. So entschied die Stadt Essen 1893 mit einem großzügigen Angebot einer Immobilie die Standortfrage des Rheinisch-Westfälischen Kohlensyndikats für sich. Je mehr die Kartelle unter den Einfluss des Staates gerieten, desto wichtiger wurden kurze Kommunikationswege zur Politik. Spätestens seit dem Ersten Weltkrieg bildeten sich immer mehr reichsweite Kartelle mit vorzugsweise Sitz in Berlin, der Reichshauptstadt.
In Syndikaten waren die Verkaufs- und Marketingaktivitäten ganzer Branchen konzentriert. Eine Vielzahl von Verwaltungsvorgängen fiel an, so dass in solchen Kartellzentralen Hunderte von Verwaltungsangestellten arbeiten (Bsp.: RWKS, Stahlwerksverband, Kalisyndikat). Syndikatssitze waren oft stattliche, repräsentative Gebäude und könnten sowohl architektonisch als auch als Überbleibsel einer untergegangen, besonderen Wirtschaftsform denkmalschutzwürdig sein.

## Verhältnis zu Gesellschaft und Politik
Syndikate waren nie geheim und verschwörerisch, wie es das moderne, negative Kartellklischee nahelegt. Durch das Verweisen der Kunden auf eine zentrale Verkaufsstelle oder der Lieferanten auf eine verbandliche Einkaufsagentur waren die Verhältnisse völlig transparent: Eine Marktseite war offen ersichtlich monopolisiert, so dass aus dieser Tatsache, selbst wenn man es gewollt hätte, kein Geheimnis gemacht werden konnte. Etliche Syndikate betrieben eine aktive Öffentlichkeitsarbeit, publizierten Geschäftsberichte, Werbung, Ratgeber für Kunden u. a. m. Wegen ihrer wirtschaftlichen Bedeutung standen Syndikatskartelle nicht selten unter der Beobachtung von Presse und Politik. Seit dem Ersten Weltkrieg wurden die größeren Syndikate zunehmend wirtschaftspolitischen Zwecken unterworfen. Im Deutschen Reich hatten die Syndikate des Kohlenbergbaus und der Kaliförderung mit dem Kohlenwirtschaftsgesetz vom 23. März 1919 und dem Kaliwirtschaftsgesetz vom 24. April 1919 einen öffentlich-rechtlichen Status erhalten. Im Dritten Reich griff die Wirtschaftsführung in die Preisgestaltung der Rohstoffsyndikate stark ein, so dass Extraprofite nicht mehr möglich waren.

## Kosteneinsparungen und Nachhaltigkeit
Die Zusammenlegung des Absatzes der Syndikatsmitglieder ermöglichte wesentliche Einsparungen. Der organisatorische Zusammenhalt förderte außerdem weitere Gemeinschaftsleistungen wie technische Dienstleistungen, Rationalisierungsberatung, Forschung & Entwicklung, Unternehmens- und Branchenplanungen.
Syndikate waren nachhaltig in dem Sinne, dass sie auf einen langfristig tragfähigen Geschäftsbetrieb ausgerichtet waren. Eine ökologische Orientierung im modernen Sinne war den Unternehmern des klassischen Kartellwesens fremd: sie waren vor allem sparsam. Die doppelte, sich ergänzende Geschäftsführung der Unternehmer einerseits und der Syndikatszentrale andererseits erzeugte eine breit angelegte, intensive business governance – kaum ein Aspekt des Geschäftslebens blieb strategisch unberücksichtigt. Durch das Prinzip gemeinschaftlicher Problemlösungen konnte eine unter liberalen Verhältnissen nicht mögliche Effizienz erreicht werden:
- Durch die Verteilung der Aufträge nach dem Prinzip des kürzesten (billigsten) Lieferweges wurden die Transportkosten minimiert. Die für liberale Märkte typischen Mehrkosten durch Überkreuzverkäufe („cross selling expenses“) aufgrund von Lieferantendiversifikation fielen weg. Unbeabsichtigt wurden dadurch auch der Energieverbrauch und die Umweltbelastung minimiert.
- Durch den Übergang zu gemeinschaftlichem Absatz und Marketing entfielen auf Seiten der Einzelunternehmen die Aufwendungen für Fakturierung, Zahlungskontrolle sowie für Werbung, Vertreter, Rabatte etc. Lediglich Werbung für die Branche resp. ihre Produktsorten waren zur Marktpflege in Abständen nötig. In ‚bestrittenen‘ Gebieten traten Syndikate mit der Marktmacht von Großkonzernen auf, etwa das Rheinisch-Westfälischen Kohlensyndikat gegen die vergleichsweise unorganisierte britische Kohle.
- Die Verteilung der Nachfrage per Produktionsquote auf die syndizierten Unternehmen erhöhte die Gleichmäßigkeit der Auslastung und verstetigte den Arbeitskräftebedarf. So konnten – stärker als in liberalen Märkten – die Kosten für das Hoch- und Niederfahren der Produktion inklusive von abrupten Neueinstellungen und Entlassungen vermieden werden, was die Durchschnittskosten senkte.
- Abfallstoffe, die in unsyndizierten Einzel-Unternehmen auf die Halde geschaufelt oder abgefackelt worden wären, wurden im Rahmen gemeinschaftlicher Lösungen weiterverwertet. Aus den Hüttenschlacken des Ruhrgebiets wurden Düngemittel hergestellt und das Kokereigas wurde zur Grundlage eines regionalen Verbundsystems. Während die Thomasmehl GmbH nicht mehr existiert, besteht die Ruhrgas AG bis an den heutigen Tag – beide sind entstanden als ausführende Organe von Syndikatskartellen.

Zwischen den Optimierungszielen im Produktions- und Absatzbereich von Syndikaten konnte es allerdings zu Zielkonflikten kommen: Wenn die Aufträge regional ungleichmäßig eingingen, wurde oft zugunsten einer quotengerechten Auslastung der Mitgliedsunternehmen auf die volle Minimierung der Transportkosten verzichtet.
Die besondere Effizienz von Syndikaten wurde sogar von neoliberal eingestellten Fachleuten eingeräumt. Das Bundeskartellamt errechnete Anfang der 1960er Jahre die laufenden, wiederkehrenden Kostenvorteile der Zementsyndikate mit 2–3 %. Davon bereits abgezogen waren die Verluste bei der Transportkostenoptimierung, die aufgrund von Rücksichtnahmen auf eine gleichmäßige Auslastung aller Syndikatsbetriebe eintraten. Der Effizienzvorteil des Syndikatssystems war insgesamt also größer als jährlich 2–3 %, weil die Kostenvorteile aus einer gleichmäßigeren Produktion (ohne häufiges Anfahren oder Auslaufenlassen der Produktion) noch hinzukamen.
Die Nachhaltigkeit des Wirtschaftens (die nicht immer, aber oft durchgehalten wurde) hinterließ in Montanrevieren deutliche Spuren. So entstand im hochkartellierten Ruhrgebiet eine „Kulturlandschaft“, ein „funktionales Netzwerk“ infrastruktureller Anlagen, „in weltweit einzigartiger Dichte“. Die Dichte an Industrieanlagen wurde wesentlich hervorgerufen durch das Bestreben, die erschlossenen Kohlevorkommen möglichst vollständig zu fördern und nichts im Berg zu lassen. Hier ermöglichte die Syndizierung den Zechen einen risikoarmen Kohlenabbau. Die gemeinsame Verkaufsstelle sorgte, unabhängig von kurzfristigen Vorlieben der Nachfrageseite, für eine akribische und kontinuierliche Vermarktung aller im Ruhrbergbau anfallenden Kohlesorten. Dieses Momentum fehlte in liberalistisch organisierten Kohlebranchen, so dass es dort – wie in den USA – zu erheblichem „Raubbau“ durch ‚übergangene‘, nicht mehr wirtschaftlich zugängliche Kohlebestände kam.

## Nachteile des Kartell- und Quotensystems
Den erheblichen Einsparungen durch Syndizierung standen in der Praxis einige Nachteile gegenüber, die aus der Verteilung der zu bearbeitenden Aufträge nach einem Quotensystem resultierten. Grundsätzlich erhielt jedes Syndikatsmitglied einen bestimmten Anteil an der zu verteilenden Nachfrage, der proportional zu seiner Produktionskapazität sein sollte. Weil jedes Mitgliedsunternehmen nach einer möglichst hohen Quote an den Gesamtverkäufen strebte (die Syndikatsprodukte waren preislich überteuert und deshalb überdurchschnittlich profitabel), kam es in Absatzkartellen wie den Syndikaten regelmäßig zu Konflikten, zu Quotenkämpfen. Zu kurz gekommene Syndikatsmitglieder sahen einen Ausweg im Quotenrüsten, der Kapazitätserweiterung (gegen den Willen der anderen Kartellunternehmen), um ihre Quotenansprüche auf diesem Wege durchzusetzen. Vereinbarungen zur Investitionsbegrenzung erwiesen sich als schwer oder nicht auf Dauer durchsetzbar. Im Endeffekt entstanden in syndizierten Branchen erhebliche Überkapazitäten. Besonders paradox wirkten die sogenannten Quotenschächte der Kaliindustrie, die nur zur Quotenerhöhung abgeteuft worden waren und dann umgehend stillgelegt wurden.

## Volkswirtschaftliche Effekte
Der herrschende neoliberale Ansatz der Kartelllehre unterstellt, dass Kartelle mit starker Tendenz volkswirtschaftlich schädlich sind. Für illegale, geheime Kartelle, welche nur die Preise erhöhen und leistungslose Fehlallokationen hervorrufen, ist dies plausibel.
Da Syndikate stets offen auf den Märkten agierten, standen sie unter Beobachtung und mussten sich für ihre Preisgestaltung laufend rechtfertigen. In ihnen gab es regelmäßig eine Fraktion der sog. „Mäßigkeitsapostel“, die auf etwas niedrigere, maßvollere Preise drängte. In späteren Jahren intervenierte außerdem die Politik, so dass die Verzerrungen des Preissystems geringer blieben als von der neoklassischen Auffassung postuliert.
Kritische Kartellforscher wie Harm G. Schröter machen allgemein geltend, dass längerfristig bestehende Kartelle (und dies waren besonders die Syndikate) eher nützlich als schädlich waren. Für das Deutsche Kaiserreich waren die Montansyndikate ein klarer Wettbewerbsvorteil. Die Zusammenarbeit der Unternehmer von Bergbau und Stahl erlaubte es ihnen, die strukturelle Unterlegenheit gegenüber der britischen Montanindustrie langfristig, innerhalb eines halben Jahrhunderts (!) zu überwinden und teilweise ins Gegenteil zu verkehren.

## Entwicklungstendenzen hin zum horizontalen Konzern
Bereits seit den 1880er Jahren hatten Kartell- und Konzentrationsexperten erkannt, dass enge Kartelle ein Potenzial hatten, sich zu Branchenkonzernen fortzuentwickeln. Der Zusammenschluss der kartellierten Unternehmer konnte durch gleichberechtigte Fusion resp. Holdingbildung oder per Aufkauf durch einen kapitalstarken Akteur erfolgen. Beispiele dafür sind zahlreich zu finden in der amerikanischen Wirtschaftsgeschichte des späten 19. Jh., als durch Unternehmenszusammenschlüsse in einer Reihe von Branchen horizontale Konzerne mit großer Marktabdeckung, die sog. Trusts entstanden. Aber auch in Europa, etwa in Großbritannien, Deutschland und Österreich-Ungarn, fanden einige derartige Zusammenschlüsse statt.
Die Fusionstendenz entwickelter Kartelle lässt sich unschwer erklären:
- Die Akteure kannten sich durch die regelmäßige Zusammenarbeit untereinander und können die Werthaltigkeit der anderen Kartellunternehmen einschätzen. Die Risiken eines Aufkaufs, Aktientausch etc. waren dadurch für sie überschaubar. Dieser Informationsvorsprung und die eingespielten Kooperationsbeziehungen erhöhten die Wahrscheinlichkeit, dass Besitzveränderungen und Konzentrationsvorgänge rein intern erfolgten. Im Falle staatlich kontrollierter oder beherrschter Kartelle stand mit der Öffentlichen Hand ein besonders potenter Fusionsherr zur Verfügung, der in Not geratene Kartelle in einen Staatskonzern umformte.
- Durch die erweiterten Verfügungsrechte in einem Konzern konnten zahlreiche Rationalisierungen durchgeführt werden, die bisher am Egoismus der einzelnen Unternehmen scheiterten: die Stilllegung weniger rentabler Betriebsstätten sowie eine branchenweite Verwertung von Knowhow. Generell konnte nun eine Produktions- und Vertriebsstruktur aus einem Guss aufgebaut werden, bei der die Betriebseinheiten in den Parametern Größe und Standort optimiert wurden. Da die Produktionsanlagen nun in der Regel größer und überproportional leistungsfähiger wurden, konnten – neben den Organisationseffekten – auch erhebliche economies of scale eingefahren werden.

## Beispiele für frühere Syndikate, die zu Konzernen verschmolzen oder in Konzernen aufgingen
- Deutsches Kalisyndikat, Berlin, bis 1945: die Bestandteile nach und nach aufgegangen in K+S (Kali und Salz) AG, Kassel.[7]
- Rheinisch-Westfälisches Kohlensyndikat und Nachfolgegesellschaften: ab 1968 RAG Aktiengesellschaft
- Diverse Braunkohlen-Syndikate bis max. 1950er Jahre: später Zusammenschlüsse und Übernahme durch Elektrizitätskonzerne (Versorger wie RWE).
- Diverse deutsche Chemie-Kartelle und -Syndikate bis 1925: I.G. Farbenindustrie AG, historischer Konzern (bis 1945).
- British Coal Corporation, 1946 als National Coal Board gegründeter Zusammenschluss aller britischen Kohlenzechen[18]